# Bánás József
Bánás József (Cífer, 1894. február 5. – Mercurano vagy Arona, 1973. március 3.) felvidéki magyar származású, Olaszországba szerződött labdarúgó, edző.

## Élete
A Nagyszombathoz közeli Cíferben született, de már négyéves korától Budapesten nevelkedett. A Fradiban és a Vasas SC-ben kezdett játszani, majd Pozsony és Teplice városokban is megfordult. 1924-ben szerződött Olaszországba, az AC Milanhoz. Ő volt a csapat első külföldről szerződtetett labdarúgója. Középpályásként játszott, az utókor mint durva játékosra emlékszik, akit azonban éppen emiatt szerettek. 1926-ban egy súlyos térdsérülés kényszerítette visszavonulásra, ám nem sokkal később visszahívták mint edzőt: 1930-1933 és 1938-1940 között volt az olasz csapat vezető trénere.
A Milan az 1920-as években egy közepes csapatnak számított Olaszországban, kisebb sikerei mellett csak megközelíteni tudta a bajnokságokat, 1907 és 1950 között aranyérmet nem is szerzett. Ezért is kiemelkedő siker volt Bánás edzősége alatt 1931-32-ben a bajnokság 4. helye, valamint Franciaországban az Olympique de Marseille legyőzése. Az 1937-38-as idényben Bánás vezetésével a Milan 3. helyezett lett a nemzeti bajnokságban. Ő fedezte és készítette fel Ezio Loikot, trenírozta Nereo Roccot, vagy a fiatal Giovanni Trapattonit is.
Az 1960-as évek elején vonult vissza, addig több olasz csapat edzője volt. Az US Cremonese csapatánál többször megfordult, akárcsak a Brescia Calcionál. Utolsó csapata az Acireale volt. 1973-ban hunyt el Olaszországban.